# Semaeostomeae
Semaeostomeae — ряд класу сцифоїдних медуз.

## Загальні дані
Ряд Semaeostomea підрозділяється на 3 родини з п'ятьма підродинами. Дорослі представники ряду мають форму великого блюдця, часто з фестончастими краями. Кишкова порожнина має радіальні канали або канали, що досягають країв зонтика. Цей ряд має крайові чутливі органи з ропаліями і ротовий отвір, оточений чотирма лопастями. Більшість видів наділена кількома пустотілими щупальцями по краях купола, рот оточений системою каналів та/або радіальних кишень. Планула може розвиватись безпосередньо в медузу, або по класичній схемі — в сидячий поліп, позбавлений будь-яких твердих оточуючих оболонок (трубок), який потім формує кілька ефір. Діагностичною ознакою медуз цього ряду, що відрізняє їх від ряду Coronatae, є наявність чотирьох перирадіальних кутів рта, що висунуті назовні. Чотири довгі ротові лопасті формують вільний край ротових губ, котрі мають подвійні завісоподібні кромки. Цей ряд включає найповільніше плаваючих медуз у світі — Deepstaria, котрі можуть спостерігатися на глибинах близько 600 метрів. Semaestomea є досить звичайними у всіх частнах Світового Океану.

## Родина Pelagiidae

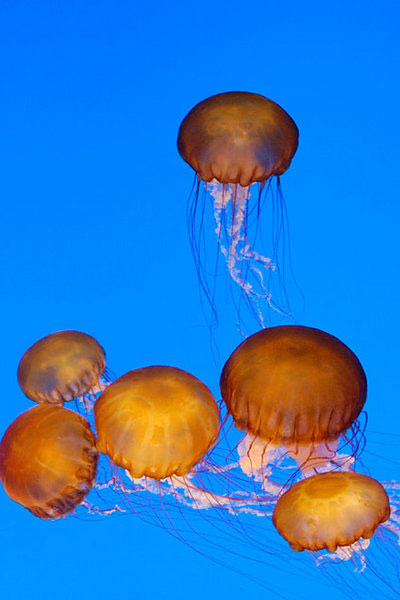
Морська кропива (Chrysaora fuscescens)

Характеристичними ознаками родини є наявність восьми або шістнадцяти крайових чутливих органів та восьми (або подекуди більше) щупалець. Купол в ширину досягає від 100 до 400 міліметрів, і від 40 до 100 міліметрів заввишки. Медузи роду Pelagia розвиваються безпосередньо з планули, оминаючи сидячі полипові стадії. Ця родина розповсюджена по всьому світі, але звичайніша в теплих водах, подібних до середземноморських — узбережжя Африки, Бразилії, де вони збираються у великі зграї в затоках та естуаріях річок, і т.ін. Ця родина є еволюційно та анатомічно близькою до родини Cyaneidae — за виключенням того, що щупальця у медуз родини Pelagiidae розташовані поодиноко, а в Cyaneidae зібрані в групи. Найвідомішим представником Pelagiidae є Морська кропива (Chrysaora quinquecirrha). Влітку ця медуза часто спостерігається на східному узбережжі США та Канади і в північній Атлантиці. Вона має форму блюдця часто з коричневим або червоним забарвленням, звичайно близько 180 міліметрів в діаметрі. Чотири ротові лопасті та крайові щупальця далеко видаються з-під купола, і несуть чисельні жалячі клітини. Опік, що можна дістати від цих медуз, оцінюється від «поміркованого» до «сильного».

## Родина Cyaneidae

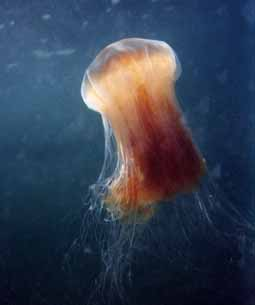
Левова грива (Cyanea capillata)

Ця родина складається з трьох родів, найбільший за кількістю видів з яких — рід Cyanea. Розвиток організмів в цій родині проходить за класичною схемою, що містить усі стадії сидячого поліпа, стробуляцію, стадію ефіри і т.ін. Медузи, що складають родину, у великій кількості зустрічаються по всьому світі, як в теплих, так і в холодних водах. Переважно ці медузи зустрічаються в прибережних водах, на невеликих глибинах. Cyanidea мають чотирикутний рот, облямований чотирма ротовими лопастями, щупальця зазвичай зібрані в пучки. Найвідомішим представником родини є медуза Левова грива (Cyanea capillata), яку також називають «зимовою медузою», так як в районі північної Атлантики вона з'являється протягом зими. Ширина купола цієї медузи становить близько 200 міліметрів, і має форму блюдця; від нього відходять червоно-коричневі ротові лопасті та вісім пучків щупалець. Медузи даної родини зазвичай вважаються за таких, що спричинюють помірний біль для людини. Загалом біль від їхніх жалячих клітин є відносно не різким і більше нагадує печію, аніж жалячі уколи. Медуза Левова грива стала відомою завдяки детективному оповіданню Артура Конан Дойля Левова грива.

## Родина Ulmaridae
Дана родина найбільша в ряді і за кількістю родів, і за кількістю окремих видів, і поділяється на 5 окремих підродин. Ulmaridae мають четверо гонад, четверо ротових лопастей часто з фестончастими краями та чисельні щупальця. Ця родина є досить близько спорідненою з родиною Cyaneidae, але відрізняється від неї тим, що у Ulmaridae радіальні канали сполучаються через кільцевий крайовий канал.

### Підродина Aurellinae

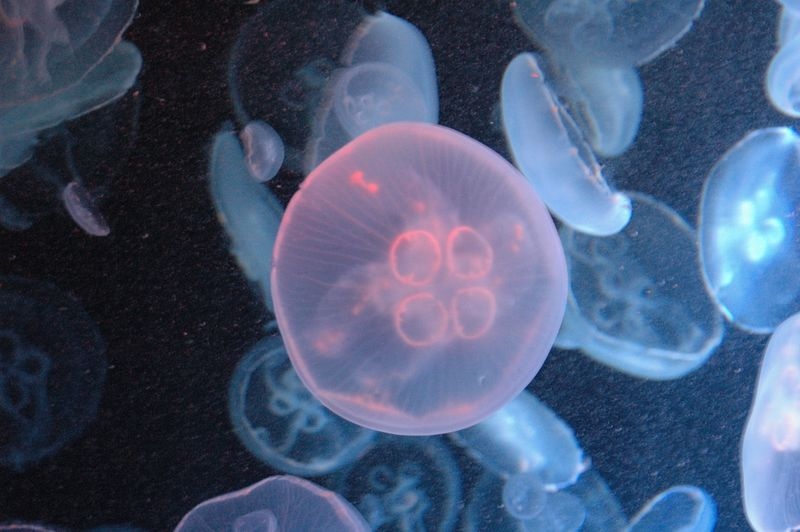
Aurelia aurita

Підродина складається з двох родів, Aurelia та Aurosa. Aurellinae мають численні щупальця, розташовані по краю зонтика, який має від 50 до 250 міліметрів в поперечнику. Гонади являють собою ввігнуті сумки напівкруглої форми; медузам цієї підродини притаманні чотири ротові лопасті відносно простої будови. Рід Aurelia, що входить до цієї підродини, є одним з найбільш розповсюджених таксонів Сцифоїдних — ці медузи зустрічаються у всіх океанах на всіх широтах. Вони численні біля узбережжя та відносно рідкісні у відкритому морі. Одним з представників роду є медуза Aurelia aurita, що є чисельним та вельми звичайним мешканцем української акваторії Чорного та Азовського морів. Вона прозора, з пласким, у формі блюдця, куполом, та легко впізнається за двома парами рожевувато-голубоватих гонад підковоподібної форми, які просвічують крізь купол. Типовий розмір дорослої медузи цього виду — близько 200 міліметрів, але відомі екземпляри, що досягають більш ніж 50 сантиметрів в діаметрі. Ця медуза є слабоядовитою. При контакті із шкірою людини вона може викликати симптоми, що варіюють від одноразових уколів до досить довгого, але несильної печії. Больові відчуття зазвичай локалізовані місцем безпосереднього контакту.

### Підродина Deepstaria
В підродину входить один рід Deepstaria з двома видами. Свою назву рід отримав від батискафу Deep Star 4000, екіпаж якого здобув перший зразок цих медуз на глибині 600 метрів в Басейні Каталіна на узбережжі Каліфорнії в 1966 році. Другий вид роду був знайдений наступного року на глибині 950 метрів в районі Бермудських островів.
Ця підродина характеризується тим, що містить найбільш повільно плаваючих представників Сцифоїдних. Обидва види роду Deepstaria мають великий тонкостінний зонтик, позбавлений щупалець, та ловлять свою здобич, змикаючи купол навколо неї.

### Підродина Sthenoniinae
Ця підродина включає роди Poralia та Sthenonia. Sthenoniinae відрізняються тим, що мають шупальця, які зібрані в пучки та відходять від нижньої поверхні зонтика, від 8 до 16 крайових чутливих органів та дві пари сумкоподібних гонад.

### Підродина Ulmarinae
Підродина складається з семи родів: Phacellophora, Diplulmaris, Discomedusae, Floresca, Parumbrosa, Ulmaris та Undosa. Дана підродина характеризується наявністю плаского купола та щупальцями, що починаються в проміжках між ротовими лопастями. На основі цього спостереження була висунута гипотеза, що дана підродина утворилась від загального предка з роду Cyanea завдяки неотенії — так як в роді Cyanea у молодих медуз щупальця спочатку закладаються в проміжках між ротовими лопастями, а вже згодом зсуваються до країв купола. Розміри купола в підродині Ulmarinae в середньому досягають 50 міліметрів в ширину та 30 міліметрів в висоту, з вісьмома чутливими органами.

### Підродина Stygiomedusinae
Ця підродина представлена одним родом Stygiomedusa, до якого входить один вид Stygiomedusa fabulosa. Ці медузи відомі завдяки своєму симбіозу з рибами. Мальки риби мерланг (Merlangius merlangus) знаходять укриття під куполом Stygiomedusa fabulosa, між їхніми щупальцями. Медузи цієї підродини розміром приблизно 500 міліметрів, дископодібної форми і мають великий рот. Від ротового отвору відходять 40 радіальних каналів. Кількість ропаліїв дорівнює 20. Медузи мають зазвичай жовто-коричневе забарвлення, і розмножуються безстатевим шляхом, утворюючи спеціалізовані виводкові камери.

## Види ряду Semaeostomeae*
* Окрім перерахованих в таблиці, в останні роки в роді Aurelia на основі морфологічних та молекулярно-біологічних досліджень виділено ще 10-11 додаткових видів, офіційна реєстрація та опис яких, поки що, не відбулися.
| Родина, автор та рік опису | Рід, автор та рік опису                     | Вид, автор та рік опису                    |
| Cyaneidae L. Agassiz 1862  | Cyanea Péron & Lesueur 1810                 | annasethe Haeckel 1880                     |
| Cyaneidae L. Agassiz 1862  | Cyanea Péron & Lesueur 1810                 | annaskala von Lendenfeld 1884              |
| Cyaneidae L. Agassiz 1862  | Cyanea Péron & Lesueur 1810                 | buitendijki Stiasny 1919                   |
| Cyaneidae L. Agassiz 1862  | Cyanea Péron & Lesueur 1810                 | capillata Linné 1758                       |
| Cyaneidae L. Agassiz 1862  | Cyanea Péron & Lesueur 1810                 | citrea Kishinouye 1910                     |
| Cyaneidae L. Agassiz 1862  | Cyanea Péron & Lesueur 1810                 | ferruginea Eschscholtz 1829                |
| Cyaneidae L. Agassiz 1862  | Cyanea Péron & Lesueur 1810                 | fulva L. Agassiz 1862                      |
| Cyaneidae L. Agassiz 1862  | Cyanea Péron & Lesueur 1810                 | lamarcki Péron & Lesueur 1810              |
| Cyaneidae L. Agassiz 1862  | Cyanea Péron & Lesueur 1810                 | mjöbergi Stiasny 1921                      |
| Cyaneidae L. Agassiz 1862  | Cyanea Péron & Lesueur 1810                 | muellerianthe Haacke 1887                  |
| Cyaneidae L. Agassiz 1862  | Cyanea Péron & Lesueur 1810                 | nozakii Kishinouye 1891                    |
| Cyaneidae L. Agassiz 1862  | Cyanea Péron & Lesueur 1810                 | postelsi Brandt 1838                       |
| Cyaneidae L. Agassiz 1862  | Cyanea Péron & Lesueur 1810                 | purpurea Kishinouye 1910                   |
| Cyaneidae L. Agassiz 1862  | Cyanea Péron & Lesueur 1810                 | rosea Quoy & Gaimard 1824                  |
| Cyaneidae L. Agassiz 1862  | Desmonema L. Agassiz 1862                   | chierchianum Vanhöffen 1888                |
| Cyaneidae L. Agassiz 1862  | Desmonema L. Agassiz 1862                   | comatum Larson 1986                        |
| Cyaneidae L. Agassiz 1862  | Desmonema L. Agassiz 1862                   | gaudichaudi Lesson 1832                    |
| Cyaneidae L. Agassiz 1862  | Desmonema L. Agassiz 1862                   | glaciale Larson 1986                       |
| Cyaneidae L. Agassiz 1862  | Drymonema Haeckel 1880                      | dalmatinum Haeckel 1880                    |
| Cyaneidae L. Agassiz 1862  | Drymonema Haeckel 1880                      | gorgo F. Müller 1883                       |
| Pelagiidae Gegenbaur 1856  | Chrysaora Péron & Lesueur 1810              | achlyos Haeckel 1880                       |
| Pelagiidae Gegenbaur 1856  | Chrysaora Péron & Lesueur 1810              | africana Vanhöffen 1902                    |
| Pelagiidae Gegenbaur 1856  | Chrysaora Péron & Lesueur 1810              | blossevillei Lesson 1830                   |
| Pelagiidae Gegenbaur 1856  | Chrysaora Péron & Lesueur 1810              | colorata Russell 1964                      |
| Pelagiidae Gegenbaur 1856  | Chrysaora Péron & Lesueur 1810              | depressa Kishinouye 1902                   |
| Pelagiidae Gegenbaur 1856  | Chrysaora Péron & Lesueur 1810              | fulgida Reynaud 1830                       |
| Pelagiidae Gegenbaur 1856  | Chrysaora Péron & Lesueur 1810              | fuscescens Brandt 1835                     |
| Pelagiidae Gegenbaur 1856  | Chrysaora Péron & Lesueur 1810              | helvola Brandt 1838                        |
| Pelagiidae Gegenbaur 1856  | Chrysaora Péron & Lesueur 1810              | hysoscella Linné 1766                      |
| Pelagiidae Gegenbaur 1856  | Chrysaora Péron & Lesueur 1810              | lactea Eschscholtz 1829                    |
| Pelagiidae Gegenbaur 1856  | Chrysaora Péron & Lesueur 1810              | melanaster Brandt 1838                     |
| Pelagiidae Gegenbaur 1856  | Chrysaora Péron & Lesueur 1810              | pacifica Goette 1886                       |
| Pelagiidae Gegenbaur 1856  | Chrysaora Péron & Lesueur 1810              | plocamia Lesson 1832                       |
| Pelagiidae Gegenbaur 1856  | Chrysaora Péron & Lesueur 1810              | quinquecirrha Desor 1848                   |
| Pelagiidae Gegenbaur 1856  | Pelagia Péron & Lesueur 1810                | noctiluca Forskal 1775                     |
| Pelagiidae Gegenbaur 1856  | Sanderia Goette 1886                        | malayensis Goette 1886                     |
| Ulmaridae Haeckel 1879     | Aurelia Péron & Lesueur 1810                | aurita Linné 1758                          |
| Ulmaridae Haeckel 1879     | Aurelia Péron & Lesueur 1810                | coerulea von Lendenfeld 1884               |
| Ulmaridae Haeckel 1879     | Aurelia Péron & Lesueur 1810                | colpota Brandt 1838                        |
| Ulmaridae Haeckel 1879     | Aurelia Péron & Lesueur 1810                | labiata Chamisso & Eysenhardt 1821         |
| Ulmaridae Haeckel 1879     | Aurelia Péron & Lesueur 1810                | limbata Brandt 1835                        |
| Ulmaridae Haeckel 1879     | Aurelia Péron & Lesueur 1810                | maldivensis Bigelow 1904                   |
| Ulmaridae Haeckel 1879     | Aurelia Péron & Lesueur 1810                | solida Browne 1905                         |
| Ulmaridae Haeckel 1879     | Aurosa Haeckel 1880                         | furcata Haeckel 1880                       |
| Ulmaridae Haeckel 1879     | Deepstaria Russell 1967                     | enigmatica Russell 1967                    |
| Ulmaridae Haeckel 1879     | Deepstaria Russell 1967                     | reticulum Larson, Madin & Harbison, 1988   |
| Ulmaridae Haeckel 1879     | Discomedusa Claus 1877                      | lobata Claus 1877                          |
| Ulmaridae Haeckel 1879     | Discomedusa Claus 1877                      | philippina Mayer 1910                      |
| Ulmaridae Haeckel 1879     | Discomedusa Claus 1877                      | sp. Moore 1949                             |
| Ulmaridae Haeckel 1879     | Diplulmaris Maas 1908                       | antarctica Maas 1908                       |
| Ulmaridae Haeckel 1879     | Diplulmaris Maas 1908                       | malayensis Stiasny 1935                    |
| Ulmaridae Haeckel 1879     | Floresca Haeckel 1880                       | parthenia Haeckel 1880                     |
| Ulmaridae Haeckel 1879     | Parumbrosa Kishinouye 1910                  | polylobata Kishinouye 1910                 |
| Ulmaridae Haeckel 1879     | Phacellophora Brandt 1835                   | camtschatica Brandt 1838                   |
| Ulmaridae Haeckel 1879     | Poralia Vanhöffen 1902                      | rufescens Vanhöffen 1902                   |
| Ulmaridae Haeckel 1879     | Stellamedusa Raskoff & Matsumoto 2004       | ventana Raskoff & Matsumoto 2004           |
| Ulmaridae Haeckel 1879     | Sthenonia Eschscholtz 1829                  | albida Eschscholtz 1829                    |
| Ulmaridae Haeckel 1879     | Stygiomedusa Russell 1959                   | fabulosa Russell 1959                      |
| Ulmaridae Haeckel 1879     | Tiburonia Matsumoto, Raskoff & Lindsay 2003 | granrojo Matsumoto, Raskoff & Lindsay 2003 |
| Ulmaridae Haeckel 1879     | Ulmaris Haeckel 1880                        | prototypus Haeckel 1880                    |
| Ulmaridae Haeckel 1879     | Ulmaris Haeckel 1880                        | snelliusi Stiasny 1935                     |